# Casa Riscica
La Casa Riscica è un edificio residenziale. È il primo esempio di architettura Art Nouveau ad Avola.

## Storia
La Casa Riscica fu realizzata nel 1907 su commissione dall'avvocato Ottavio Riscica. L'edificio fu progettato da Sebastiano e Gaetano Vinci. Le decorazioni floreali, che abbelliscono l'edificio lungo tutto il perimetro, vennero realizzate da Giuseppe Masuzzo.